# Красилово (Новгородская область)
Красилово — деревня в Валдайском районе Новгородской области. Входит в Едровское сельское поселение.

## География
Деревня расположена в юго-восточной части области, на Валдае и находится на северно-западном берегу озера Шлино.

## Население
| 2010 |
| ---- |
| 31   |

### Известные уроженцы
- Филин, Николай Иванович (6 апреля 1962 — 1 июля 2019), капитан 1 ранга, Герой Российской Федерации (2018).

## Транспорт
Проходит автодорога областного значения 49Н-0330 Добывалово — Красилово — Марково.